# Олимпийский комитет Гуама
Национальный олимпийский комитет Гуама (англ. Guam National Olympic Committee; уникальный код МОК — GUM) — организация, представляющая Гуам в международном олимпийском движении. Штаб-квартира расположена в Монмон-Тото-Маите. Комитет основан в 1976 году, в 1986 году был принят в МОК, является членом ОНОК, организует участие спортсменов из Гуама в Олимпийских, Тихоокеанских играх и других международных соревнованиях.